# Metyeor–1 10
A Metyeor–1 10 szovjet Metyeor típusú meteorológiai műhold volt.

## Jellemzői
A tesztsorozat befejezésével indult a meteorológiai (katonai/polgári) adatszolgáltatás. A műholdakat úgy állították rendszerbe, hogy 6 óránként ugyanarról a helyről ismétlődő képeket készíthessenek.
Gyártotta az Elektromechanikai Tudományos Kutató Intézet (Всесоюзный научно – исследовательский институт электромеханики [ВНИИ ЭМ] филиал). Üzemeltette a Szovjetunió Hidrometeorológiai Állami Bizottsága (Госкомитет СССР по гидрометеорологии). Mérési eredményeit kiértékelte az Állami Tudományos – Kutató és Előállító Központ (Государственный научно – исследовательский и производственный центр [ГНИПЦ]).[forrás?]
Megnevezései: Metyeor–1 10; Метеор-1-10; COSPAR: 1971-120A. Kódszáma: 5731.
1971. december 29-én a Pleszeck űrrepülőtérről, az LC–43 (LC–Launch Complex) jelű indítóállványról egy egy Vosztok–2M (8A92M) hordozórakétával állították alacsony Föld körüli pályára (LEO = Low-Earth Orbit). Az orbitális egység pályája 81,27 perces, 102,67 fokos hajlásszögű, elliptikus pálya-perigeuma 555 kilométer, apogeuma 842 kilométer volt. Tömege 928 kilogramm.
Háromtengelyesen, Föld központú mágneses orientálás lehetőségét alkalmazva, giroszkóppal ellátott forgásstabilizált műhold. Alakja hengeres, átmérője 1,4, magassága 5 méter, tömege 3300 kilogramm. A sorozat felépítését, szerkezetét, alapvető fedélzeti rendszereit tekintve egységesített, szabványosított űreszköz. Technikai eszközei: televíziós kamera (nappali oldalon), infravörös radiométer (az éjszakai oldalon) a Föld felső rétegeinek vizsgálatára, valamint a Nap hatástényezőit mérő műszerek (hőmérséklet, sugárzási hatások, képalkotó és telemetria rendszer). A felhőkön és felhőrendszereken, a hőmérséklet-változásokon, a viharok kialakulásán és figyelemmel kísérésén, a páratartalom mérésén, a sugárzási tartományok ellenőrzésén kívül megfigyelték a városok fényszennyezéseit, környezetváltozásait, tüzeket, homok- és porviharokat, hó- és jégtakarót, óceáni áramlatokat és más környezeti folyamatokat. Az összegyűjtött adatokat a kiértékelő központokba továbbítva felhasználják az időjárás-előrejelzéstől a meteorológiai alapkutatásokig. Pályamagasságának tartását a beépített ion-motor (SPD–60) biztosította. 
Az űreszközre szerelt két napelemtábla fesztávolsága 10 méter, éjszakai (földárnyék) energiaellátását kémiai akkumulátorok biztosították. A napelemek automatikusan orientáltak a Nap felé.
A légkörbe történő belépésének ideje ismeretlen.